# Grub (Moosbach)
Grub ist ein Gemeindeteil des Marktes Moosbach im Oberpfälzer Landkreis Neustadt an der Waldnaab, Bayern.

## Geographische Lage
Das Dorf Grub liegt etwa 0,5 km nordöstlich von Moosbach am Gruberbach, der etwa 0,5 km weiter nördlich in die Pfreimd mündet.

## Geschichte
Grub („Grube“) wurde 1285 im Herzogsurbar als Besitz von Herzog Ludwig II. von Oberbayern erstmals schriftlich erwähnt.
Zum Stichtag 23. März 1913 (Osterfest) wurde Grub als Teil der Pfarrei Moosbach mit 15 Häusern und 74 Einwohnern aufgeführt.
Am 31. Dezember 1990 hatte Grub 81 Einwohner und gehörte zur Pfarrei Moosbach.

## Wieskirche
Vor dem westlichen Ortsrand von Grub in Richtung Moosbach steht die Wieskirche. Sie wurde 1752 als Wallfahrtskirche erbaut für die Pilger, die an diesen Ort zu einer Figur des gegeißelten Heilands kamen.
Diese Figur war eine Kopie der Darstellung in der Wieskirche Steingaden, die von Elisabeth Hüttner aus Moosbach hierhergebracht und zunächst in einer Feldkapelle aufgestellt worden war.
1769 wurde der Kirchturm fertiggestellt.
Das Innere der Wieskirche wurde im Stil des Barock und Rokoko von einheimischen Künstlern gestaltet. Das Gnadenbild befindet sich in einem Gehäuse über dem Tabernakel. Auf dem rechten Seitenaltar steht eine Figur des heiligen Franziskus zwischen St. Ignatius und dem heiligen Franz Xaver. Der linke Seitenaltar zeigt eine Figur der Gottesmutter zwischen St. Ottilia und St. Klara. Zahlreiche Votivgaben der Pilger stellen die Anliegen der Wallfahrer dar.